# Come Down with Me
Come Down with Me è un album degli Errors, pubblicato nel 2010.

## Tracce
1. Bridge or Cloud?
2. A Rumour in Africa
3. Supertribe
4. Antipode
5. The Erskine Bridge
6. Sorry About the Mess
7. Germany
8. Jolomo
9. The Black Tent
10. Beards